# Раффаеле Костантіно
Раффаеле Костантіно (італ. Raffaele Costantino, 14 червня 1907, Барі — 3 червня 1991, Мілан) — італійський футболіст, що грав на позиції півзахисника, нападника. По завершенні ігрової кар'єри — тренер.
Виступав, зокрема, за клуби «Рома» та «Барі», а також національну збірну Італії.

## Клубна кар'єра
Народився 14 червня 1907 року в місті Барі. Вихованець футбольної школи клубу «Ліберті Барі».
У дорослому футболі дебютував 1922 року виступами за «Ліберті Барі», в якому провів шість сезонів, взявши участь у 66 матчах чемпіонату.
Протягом 1928—1930 років захищав кольори клубу «Барі».
Своєю грою за останню команду привернув увагу представників тренерського штабу клубу «Рома», до складу якого приєднався 1930 року. Відіграв за «вовків» наступні п'ять сезонів своєї ігрової кар'єри. Більшість часу, проведеного у складі «Роми», був основним гравцем команди.
1935 року повернувся до клубу «Барі», за який відіграв 4 сезони. Завершив професійну кар'єру футболіста виступами за команду «Барі» у 1939 році. Він зіграв п'ять сезонів в Серії А з «Ромою» і чотири з «Барі», всього в цілому 232 матчів і 58 голів у вищому дивізіоні Італії.

## Виступи за збірну
1929 року дебютував в офіційних матчах у складі національної збірної Італії. З командою він став переможцем Кубка Центральної Європи у 1930 та 1935 років. Протягом кар'єри у національній команді, яка тривала 5 років, провів у формі головної команди країни 23 матчі, забивши 8 голів.
Він був першим італійським гравцем, який дебютував у збірній, не виступаючи у вищій лізі чемпіонату Італії. Після нього єдиними, хто повторив це досягнення були Массімо Маккароне (у 2002 році) та Марко Верратті (у 2012 році).

## Кар'єра тренера
Розпочав тренерську кар'єру відразу ж по завершенні кар'єри гравця, 1939 року, очоливши тренерський штаб клубу «Барі». З командою працював до 1946 року, хоча і частково робота була перервана Другою світовою війною.
Згодом протягом 1946—1947 років очолював тренерський штаб «Фоджі», а 1947 року прийняв пропозицію попрацювати у клубі «Лечче». Залишив клуб з Лечче 1948 року.
1948 року повернувся в «Барі», де з невеликою перервою пропрацював до 1951 року, а згодом очолював «Таранто».
Останнім місцем тренерської роботи було «Лечче», головним тренером команди якого Раффаеле Костантіно був з 1954 по 1955 рік.
Помер 3 червня 1991 року на 84-му році життя у місті Мілан.
| Дата       | Місто              | Господарі      | Результат | Гості          | Турнір                   | Голи | Примітки |
| ---------- | ------------------ | -------------- | --------- | -------------- | ------------------------ | ---- | -------- |
| 01/12/1929 | Мілан              | Італія         | 6 – 1     | Португалія     | товариський матч         | -    |          |
| 09/02/1930 | Рим                | Італія         | 4 – 2     | Швейцарія      | товариський матч         | -    |          |
| 02/03/1930 | Франкфурт-на-Майні | Німеччини      | 0 – 2     | Італія         | товариський матч         | -    |          |
| 06/04/1930 | Амстердам          | Нідерланди     | 1 – 1     | Італія         | товариський матч         | -    |          |
| 11/05/1930 | Будапешт           | Угорщина       | 0 – 5     | Італія         | Кубок Центральної Європи | 1    |          |
| 22/06/1930 | Болонья            | Італія         | 2 – 3     | Іспанія        | товариський матч         | 2    |          |
| 22/02/1931 | Мілан              | Італія         | 2 – 1     | Австрія        | Кубок Центральної Європи | -    |          |
| 29/03/1931 | Берн               | Швейцарія      | 1 – 1     | Італія         | Кубок Центральної Європи | -    |          |
| 12/04/1931 | Порту              | Португалія     | 0 – 2     | Італія         | товариський матч         | -    |          |
| 19/04/1931 | Більбао            | Іспанія        | 0 – 0     | Італія         | товариський матч         | -    |          |
| 20/05/1931 | Рим                | Італія         | 3 – 0     | Шотландія      | товариський матч         | 1    |          |
| 15/11/1931 | Рим                | Італія         | 2 – 2     | Чехословаччина | Кубок Центральної Європи | -    |          |
| 13/12/1931 | Турин              | Італія         | 3 – 2     | Угорщина       | Кубок Центральної Європи | -    |          |
| 20/03/1932 | Відень             | Австрія        | 2 – 1     | Італія         | Кубок Центральної Європи | -    |          |
| 10/04/1932 | Париж              | Франція        | 1 – 2     | Італія         | товариський матч         | 1    |          |
| 08/05/1932 | Будапешт           | Угорщина       | 1 – 1     | Італія         | Кубок Центральної Європи | 1    |          |
| 28/10/1932 | Прага              | Чехословаччина | 2 – 1     | Італія         | Кубок Центральної Європи | -    |          |
| 27/11/1932 | Мілан              | Італія         | 4 – 2     | Угорщина       | товариський матч         | -    |          |
| 01/01/1933 | Болонья            | Італія         | 3 – 1     | Німеччини      | товариський матч         | 1    |          |
| 12/02/1933 | Брюссель           | Бельгія        | 2 – 3     | Італія         | товариський матч         | 1    |          |
| 02/04/1933 | Женева             | Швейцарія      | 0 – 3     | Італія         | Кубок Центральної Європи | -    |          |
| 07/05/1933 | Флоренція          | Італія         | 2 – 0     | Чехословаччина | Кубок Центральної Європи | -    |          |
| 13/05/1933 | Рим                | Італія         | 1 – 1     | Англія         | товариський матч         | -    |          |
| Усього     |                    | Матчів         | 23        |                | Голів                    | 8    |          |

### Статистика виступів у кубку Мітропи
| №                      | Розіграш               | Стадія                 | Дата та місце проведення | Команда 1              | Рахунок                                           | Команда 2      | Голи та інші дії |
| ---------------------- | ---------------------- | ---------------------- | ------------------------ | ---------------------- | ------------------------------------------------- | -------------- | ---------------- |
| 1                      | 1931                   | 1/4                    | 4.07.1936, Прага         | Славія (Прага)         | 1:1 [Архівовано 6 серпня 2020 у Wayback Machine.] | Рома           |                  |
| 2                      | 1931                   | 1/4                    | 12.07.1936, Рим          | Рома                   | 2:1 [Архівовано 27 січня 2020 у Wayback Machine.] | Славія (Прага) | 42'              |
| 3                      | 1931                   | 1/2                    | 20.09.1931, Рим          | Рома (Рим)             | 2:3 [Архівовано 14 січня 2021 у Wayback Machine.] | Ферст Вієнна   |                  |
| 4                      | 1931                   | 1/2                    | 24.09.1931, Відень       | Ферст Вієнна           | 3:1 [Архівовано 14 січня 2021 у Wayback Machine.] | Рома (Рим)     |                  |
| Всього у кубку Мітропи | Всього у кубку Мітропи | Всього у кубку Мітропи | Всього у кубку Мітропи   | Всього у кубку Мітропи | 4                                                 |                | 1                |

## Титули і досягнення

### Як гравця
- Володар Кубка Центральної Європи: 1930, 1935

### Як тренера
- Переможець Серії С: 1953-1954